# Патнам Тауншип (округ Тайога, Пенсільванія)
Патнам Тауншип (англ. Putnam Township) — селище (англ. township) в США, в окрузі Тайога штату Пенсільванія. Населення — 400 осіб (2020).

## Демографія
Згідно з переписом 2010 року, у селищі мешкало 425 осіб у 173 домогосподарствах у складі 113 родин. Було 189 помешкань
Расовий склад населення:
| - 99,8 % — білих |

До двох чи більше рас належало 0,2 %. Частка іспаномовних становила 0,9 % від усіх жителів.
За віковим діапазоном населення розподілялося таким чином: 26,1 % — особи молодші 18 років, 60,3 % — особи у віці 18—64 років, 13,6 % — особи у віці 65 років та старші. Медіана віку мешканця становила 38,3 року. На 100 осіб жіночої статі у селищі припадало 101,4 чоловіка;  на 100 жінок у віці від 18 років та старших — 96,2 чоловіка також старших 18 років.
Середній дохід на одне домашнє господарство  становив 73 629 доларів США (медіана — 55 500), а середній дохід на одну сім'ю — 64 900 доларів (медіана — 55 750). За межею бідності перебувало 4,9 % осіб, у тому числі 2,7 % дітей у віці до 18 років та 6,5 % осіб у віці 65 років та старших.
Цивільне працевлаштоване населення становило 216 осіб. Основні галузі зайнятості: освіта, охорона здоров'я та соціальна допомога — 25,9 %, виробництво — 16,7 %, роздрібна торгівля — 13,9 %.